# Cariogamia
La cariogamia è una fase della fecondazione (o singamia) in cui si ha la fusione dei nuclei genitoriali. In genere, e negli animali superiori, si tratta dei nuclei aploidi dello spermatozoo e dell'ovulo cui segue la formazione del nucleo diploide dello zigote.
La cariogamia è preceduta dalla plasmogamia. Nella maggior parte degli organismi superiori la plasmogamia e la cariogamia si verificano in successione prima che il dikaryon si moltiplichi, perciò la gamia si identifica in un evento unico che dalla fase aploide porta a quella diploide.
Nella maggior parte dei funghi, plasmogamia e cariogamia sono eventi separati da una dicariofase, nel corso della quale il dikaryon si moltiplica.